# Eudorylaimus similis
Eudorylaimus similis (syn. Dorylaimus similis) is een rondwormensoort. De wetenschappelijke naam van de soort is voor het eerst geldig gepubliceerd in 1876 door de Man.